# Васильцовский переулок
Васильцо́вский переу́лок — улица в Москве в Рязанском районе Юго-Восточного административного округа между Волжским бульваром и улицей Васильцовский Стан. Назван по улице Васильцовский Стан, к которой примыкает.
Домовладений по переулку не числится, все они адресуются по Волжскому бульвару и улице Васильцовский Стан.

## История
Начальный отрезок улицы от Волжского бульвара до нынешнего дома № 22 по Саратовской улице появился ещё в 1960-е годы, как тупиковая безымянная дорога к тепличному хозяйству возле автобазы № 24. В 2004 году автобаза и тепличное хозяйство были ликвидированы при строительстве микрорайона Волжский. При образовании жилого квартала безымянная дорога была соединена с вновь проложенной улицей Васильцовский Стан, по названию последней которой в 2005 году было присвоено название Васильцовский переулок.

## Транспорт
Общественный транспорт по переулку не ходит. Возле пересечения с Волжским бульваром имеется остановка автобусов № 143, 334, 443, 569 «Волжский бульвар, 9». Со стороны пересечения с улицей Васильцовский Стан расположена остановка «Васильцовский стан» автобуса № 443.